# Autoroute A15 (Italie)

Tracé de l'Autoroute italienne A15 "della Cisa" : Parme - La Spezia.

Pour les articles homonymes, voir A15.
L'Autoroute italienne A15 plus connue sous le nom Autostrada della Cisa, parce qu'elle traverse les Apennins tosco-émiliens à côté du col de la Cisa, est une autoroute de montagne de 108,5 km qui relie Parme à partir d'un embranchement sur l'Autostrada del Sole A1 à la Riviera ligure sur la mer tyrrhénienne en traversant la vallée basse du Taro et la Lunigiana, avec un embranchement sur l'A12 Gênes-Livourne et allant jusqu'au port de La Spezia. Cette liaison autoroutière permet la communication directe entre la plaine du Pô et la Riviera ligure ainsi que la Versilia.
L'Autostrada della Cisa comporte deux embranchements (diramazione) :
- Diramazione per Santo Stefano di Magra : au km 101,9, l'A15 bifurque, via une interconnexion en trèfle : d'un côté, elle continue sur 1,2 km vers la ville de Santo Stefano di Magra, de l'autre, elle se poursuit jusqu'à La Spezia. Le tronçon est classé autoroute et se termine à la jonction de la zone industrielle, à 0,2 km de Santo Stefano di Magra[1].

- Raccordo La Spezia-Lerici : La jonction La Spezia-Lerici est une rocade référencée R19 selon la numérotation interne et mesure 3,7 km de long. Ce tronçon est géré, comme l'autoroute A15, par SALT SpA, filiale du Groupe Gavio.

L'Autostrada della Cisa est gérée entièrement par "SALT SpA - Società Autostrada Ligure Toscana" depuis le 1er novembre 2017. Précédemment, elle était gérée par son constructeur et gestionnaire, la société Autocamionale della Cisa SpA qui a été intégrée en 2017 dans la société SALT SpA - "Società Autostrada Ligure Toscana" du groupe ASTM, filiale du Groupe Gavio. Tout son tracé coïncide avec la route européenne E33.

## Histoire
Le premier projet pour cette autoroute remonte aux années 1950, pour réaliser un itinéraire alternatif pour relier la plaine du Pô à la côte tyrrhénienne. Sa construction a nécessité de nombreux viaducs et tunnels jusqu'à l'altitude maximale de 745 m, à l'entrée du tunnel du col de la Cisa. À sa mise en service, elle pouvait se vanter d'avoir le Viaduc de Roccapriebalza le plus haut du monde avec des piles de plus de 100 mètres. Sa structure, avec deux chaussées séparées, est sinueuse et présente une succession de 36 tunnels mono-tubes pour 15 499 mètres et de 177 ponts et viaducs pour un total de 38 357 mètres.
Cette autoroute a longtemps été utilisée comme parcours de test pour les autocars et les poids lourds Fiat V.I..

## Tracé
L'autoroute débute d'un embranchement sur l'autoroute A1, aux environs de Parme. Après la sortie de Parme Ouest, l'autoroute suit la vallée du Taro avec les sorties de Fornovo di Taro, Borgotaro et Berceto, situées en Émilie-Romagne. Ensuite, après le tunnel du col, l'autoroute traverse un bout de Toscane, avec les sorties de Pontremoli et Aulla. Enfin le parcours s'achève en Ligurie où se fait le raccordement avec l'autoroute A12 près de Santo Stefano di Magra, à quelques kilomètres de La Spezia.
Les aires de service sont au nombre de 7, avec 8 parkings aménagés pour pic-nic et jeux pour enfants.

## Projets et travaux

Plan de la future autoroute Ti.Bre. raccordant l'A15 à l'A22 au nord et au sud de l'A21.

Le projet principal est appelé Ti.Bre. (liaison Mer Tyrréninienne - Brenner) de 85 km, le prolongement de cet axe autoroutier vers le nord à partir de Fontevivo pour rejoindre l'autoroute A22 du Brenner à hauteur de Nogarole Rocca au sud de Vérone. Le premier tronçon de cette nouvelle autoroute de liaison, de Parme à Trecasali (12 km), est en construction par l'entreprise Pizzarotti & C. depuis septembre 2016 avec une mise en service programmée à l'automne 2023. L'itinéraire devrait alors toucher Fontevivo et Martignana di Po pour rejoindre ensuite l'autoroute A22 Modena-Brenner à Reggiolo - Rolo, où la construction de l'autoroute régionale Cispadana vers Ferrare sud sur l'autoroute A13 Bologne-Padoue est également en projet.
Au fil du temps, plusieurs interventions de modernisation ont suivi pour rendre le tracé plus linéaire et le sécuriser des glissements de terrain, grâce à la construction de nouveaux viaducs et tunnels, comme cela s'est produit entre 2003 et 2009 pour le viaduc de Roccaprebalza. Ce viaduc massif à deux étages a été amputé de son niveau supérieur et doublé par un nouveau viaduc. Une autre paire de viaducs à deux niveaux ont été démolis et remplacés par deux tunnels préexistants, mais inutilisés en raison de difficultés techniques au moment de la construction de l'autoroute.